# Лоренс (округ Раск, Вісконсин)
Лоренс (англ. Lawrence) — місто (англ. town) в США, в окрузі Раск штату Вісконсин. Населення — 301 особа (2020).

## Демографія
Згідно з переписом 2010 року, у місті мешкало 311 осіб у 119 домогосподарствах у складі 85 родин. Було 185 помешкань
Расовий склад населення:
| - 97,1 % — білих - 0,3 % — чорних або афроамериканців |

До двох чи більше рас належало 2,6 %. Частка іспаномовних становила 2,6 % від усіх жителів.
За віковим діапазоном населення розподілялося таким чином: 29,3 % — особи молодші 18 років, 58,2 % — особи у віці 18—64 років, 12,5 % — особи у віці 65 років та старші. Медіана віку мешканця становила 37,1 року. На 100 осіб жіночої статі у місті припадало 107,3 чоловіків;  на 100 жінок у віці від 18 років та старших — 109,5 чоловіків також старших 18 років.
Середній дохід на одне домашнє господарство  становив 42 386 доларів США (медіана — 31 875), а середній дохід на одну сім'ю — 44 093 долари (медіана — 28 958). Медіана доходів становила 29 583 долари для чоловіків та 26 563 долари для жінок. За межею бідності перебувало 13,8 % осіб, у тому числі 14,9 % дітей у віці до 18 років та 20,0 % осіб у віці 65 років та старших.
Цивільне працевлаштоване населення становило 131 особа. Основні галузі зайнятості: виробництво — 30,5 %, освіта, охорона здоров'я та соціальна допомога — 19,1 %, оптова торгівля — 11,5 %, будівництво — 9,2 %.